# Strongylaspis hirticollis
Strongylaspis hirticollis es una especie de escarabajo longicornio del género Strongylaspis, categorizada en la tribu Macrotomini, de la subfamilia Prioninae. Fue descrita por Tippmann en 1953.
Existe un ejemplar de la especie en el museo Nacional de Historia Natural de los Estados Unidos.

## Descripción
Mide 28-32 mm de longitud.

## Distribución
Se distribuye por América del Sur: en Colombia.